# 國立中興大學附屬臺中高級農業職業學校
國立中興大學附屬臺中高級農業職業學校（簡稱興大附農、附農），舊稱臺中高農、中農，位於臺灣臺中市東區的技術型高級中等學校，為國立中興大學之附屬學校之一，成立於1937年（昭和12年）。

## 校史
- 1937年3月31日，於今日臺中市西屯區惠來里（今第二校區）創校「臺中州立農業學校」，分設農業、園藝二科，修業五年。
- 1945年10月二戰後，更名為「臺灣省立臺中農業職業學校」，分設初、高級部。
- 1946年，接收原「臺灣省立臺中第二中學校」（今臺中二中）校地，並遷校本部於此。
- 1952年10月，與中國農村復興聯合委員會（今農業部）合作，成立四健會；中農大樓補築完成。
- 1955年，接受美援，指定為示範農校。
- 1959年，停召初中部，專辦高級部，改制「臺灣省立臺中高級農業職業學校」。
- 1960年7月，教職員宿舍「中農新村」落成，原中農一村、二村基地，由臺灣省政府教育廳洽借興建「教師會館」。
- 1978年8月，成立附設托兒所。
- 1985年8月，設立「附設高級農業進修補習學校」。
- 1986年4月，徵收「文四」預定地1.0003公頃。
- 1994年8月，設「特教實驗班」。
- 1997年，收回教師會館（今為興大附農觀光教學中心、實習旅館），隔年成立觀光事業科。
- 1998年4月，徵收建中街校地1.502公頃。
- 2000年2月因精省，改由教育部管理而更名「國立臺中高級農業職業學校」。9月獲農委會撥用大肚鄉井子頭段土地96公頃，為第三校區（實習林場）。
- 2002年4月18日，接收臺中市東區頂橋子頭段四筆國有土地，共0.0777公頃。
- 2003年－2005年，財政部國有財產局陸續收回臺中市惠來厝段土地；並移撥惠來厝、水源段土地予臺中市政府。
- 2004年8月15日，成立中農獅子會及少獅會。
- 2008年3月6日，臺中高農青棒隊獲得第一屆臺灣盃青棒賽冠軍。
- 2012年，校務會議通過改隸為國立中興大學的附屬學校[2][3]。
- 2014年2月1日，正式改隸國立中興大學，更名「國立中興大學附屬臺中高級農業職業學校」[4]。

## 歷任校長

### 日治時期
1. 芹澤立
2. 正木茂男
3. 清島繁人諸氏

### 民國時期
1. 林澄秋：1945年3月－1951年
2. 唐秉玄：1951年－1973年8月
3. 劉慶廉：1973年8月－1977年7月
4. 陳義明：1977年7月－1985年2月
5. 呂理福：1985年2月－1988年2月
6. 沈征帆：1988年2月－1997年8月
7. 簡蒼調：1997年8月－2001年8月
8. 郭孚宏：2001年8月－2008年2月1日
  1. 王春成：2008年2月－2008年7月（代理）
9. 陳金進：2008年8月1日－2014年7月31日
  1. 李林滄：2014年9月－2015年7月31日（代理）
  2. 盛中德：2015年8月－2016年7月31日（代理）
10. 蔡孟峰：2016年8月1日－2024年7月31日
11. 簡慶郎：2024年8月1日－現任

## 教學單位
- 普通科：1998年成立，招收體育專長學生，以培養學生專項運動技能、素養、學科、術科並進為目標。
- 農場經營科：1976年成立，前身為1937年創校之初的農業科。培養作物栽培知識、行銷概念與現代化農業經營理念，培養具備農業經營之基本能力、勤奮之工作態度。
- 附設蝴蝶園：1979年成立。
- 園藝科：培養基礎知能、專業知識、技術能力之習得及職業道德。
- 森林科：1948年成立，培養森林資源保育利用之基本知能，森林經營管理之基礎認知。擁有近百公頃之實習林場，已和國立自然科學博物館合作。
- 生物產業機電科：2000年由農業機械科試辦生物機電科，2006年改為生物產業機電科；傳授生物科技之專業知能，培養學生生技之機械知能。
- 畜產保健科：原為畜牧獸醫科，2000年更名畜產保健科；培養學習畜產與動物保健之技能興趣。培養畜產經營與動物保健之專業知能。
- 食品加工科：1963年成立，教授食品加工、檢驗及品管、經營管理之基本知能。
- 觀光事業科、旅遊事務科：1998年成立，以培養觀光產業房務管理之基層作業與服務知能為目標。
- 觀光科實習旅館：
  -     - 客房：40間實習房間，種類有：單人房、雙人房、三人房、四人房及五人房。
    - 餐廳：有二間，可容納百人用餐，分設中餐廳、西餐廳、吧檯及VIP宴會廳。
    - 會議室：現有二間會議室，各可容納二百多人。其中一間另有舞台設備。
- 餐飲管理科：1999年成立，培育餐飲管理及技術相關知能、具有繼續進修相關專業領域之能力。
- 幼兒保育科：1999年成立，傳授幼兒保育之專業知能，培養學生教保之行政知能。
- 土木科：1964年成立農業土木科，2000年改為工業類土木科；培育土木工程設計、施工及監造之基本人才訓練繪圖、施工、測量及監造之實用知能。
- 綜合職能科：1994年設立特教實驗班，2000年增列甲乙兩班。

## 姊妹校
- 日本：岡山縣立興陽高等學校（日语：岡山県立興陽高等学校）
- 日本：千葉縣立流山高等學校（日语：千葉県立流山高等学校）[5]
- 马来西亚：吉隆坡坤成中學[6]

## 外部連結
- 國立中興大學附屬臺中高級農業學校（页面存档备份，存于）
- 臺中教師會館（現臺中高農實習旅館）-臺中市文化資產處（页面存档备份，存于）

- 國立中興大學附屬臺中高級農業職業學校在台灣棒球維基館上的頁面（繁體中文）